# Dieter Kalt
Dieter Kalt (født 26. juni 1974 i Klagenfurt i Østrig) er en østrigsk ishockeyspiller. Dieter Kalt spillede for Färjestads BK i den svenske Elitserien mellem 2001-2004. Fra 2006 til 2009 spillede han for EC Red Bull Salzburg og fra foråret 2009 i Luleå Hockey.